# Парламент Чеченської Республіки
Парламент Чеченської Республіки (чеч. Нохчийн Республикин Парламент, рос. Парламент Чеченской Республики) — регіональний парламент Чеченської Республіки, суб'єкта Російської Федерації. Голова — Магомед Даудов.

## Склад
Парламент складається з 41 депутата і 10 постійних комітетів.
Після останніх виборів до парламенту, цей орган був розділений на три фракції: «Єдина Росія» (37 місць), «Справедлива Росія» (2 місця), і КПРФ (2 місця).

## Комітети
- Комітет з питань взаємодії з федеральними органами державної влади та громадськими організаціями.
- Комітет з питань законодавства, державного будівництва та місцевого самоврядування.
- Комітет з питань економічної, інвестиційної політики та майнових відносин.
- Комітет з питань промисловості, енергетики, транспорту та зв'язку.
- Комітет з бюджету, банків і податків.
- Комітет з питань законності, правопорядку та безпеки.
- Комітет з питань соціальної політики.
- Комітет з питань агропромислового комплексу, екології та природних ресурсів.
- Комітет з будівництва та житлово-комунального господарства.
- Комітет з міжнародних, міжпарламентських зв'язків, національної та інформаційної політики.

## Голови
- Дукуваха Баштаєвич Абдурахманов (30 жовтня 2008—29 червня 2015)
- Салман Соїпович Закриєв (в.о.; 29 червня 2015—3 липня 2015)
- Магомед Хожахмедович Даудов (3 липня—дотепер)

У квітні 2023 року Україна повідомила про підозру тодішньому керівнику парламенту ЧР Магомеду Даудову, який формував військові підрозділи на території північного Кавказу для участі в повномасштабному вторгненні до України.